# Campocraspedon foutsi
Campocraspedon foutsi là một loài tò vò trong họ Ichneumonidae.